# Młodzieżowe Indywidualne Mistrzostwa Polski na Żużlu 2020
Młodzieżowe Indywidualne Mistrzostwa Polski na Żużlu 2020 – 54. edycja turnieju, corocznie organizowanego przez PZMot. Finał odbył się 21 września 2020 roku w Zielonej Górze. Zwyciężył w nim Bartosz Smektała.

## Finał
- Zielona Góra, 21 września 2020
- Sędzia: Tomasz Fiałkowski
- NCD: Jakub Miśkowiak – 58,81 w wyścigu 8

| Msc. | Zawodnik              | Klub                  | Pkt      |             |  |
| ---- | --------------------- | --------------------- | -------- | ----------- |  |
| 1    | Dominik Kubera        | Unia Leszno           | 13       | (3,3,3,1,3) |  |
| 2    | Jakub Miśkowiak       | Włókniarz Częstochowa | 12+3+3   | (1,3,3,2,3) |  |
| 3    | Norbert Krakowiak     | Falubaz Zielona Góra  | 12+w+3+2 | (3,2,2,3,2) |  |
| 4    | Wiktor Trofimow       | Motor Lublin          | 12+2+2+1 | (2,2,3,3,2) |  |
| 5    | Rafał Karczmarz       | Stal Gorzów Wlkp.     | 12+3+0   | (0,3,3,3,3) |  |
| 6    | Mateusz Tonder        | Falubaz Zielona Góra  | 12+1+1   | (3,3,2,2,2) |  |
| 7    | Mateusz Cierniak      | Unia Tarnów           | 10       | (1,1,2,3,3) |  |
| 8    | Damian Pawliczak      | Falubaz Zielona Góra  | 7        | (2,2,2,w,1) |  |
| 9    | Piotr Pióro           | Orzeł Łódź            | 6        | (2,0,1,2,1) |  |
| 10   | Mateusz Świdnicki     | Włókniarz Częstochowa | 6        | (2,1,1,2,0) |  |
| 11   | Szymon Szlauderbach   | Unia Leszno           | 5        | (3,0,w,0,2) |  |
| 12   | Przemysław Liszka     | Sparta Wrocław        | 3        | (0,1,0,1,1) |  |
| 13   | Igor Kopeć-Sobczyński | Apator Toruń          | 3        | (1,1,1,0,0) |  |
| 14   | Damian Stalkowski     | Start Gniezno         | 2        | (0,2,w,-,-) |  |
| 15   | Karol Żupiński        | Wybrzeże Gdańsk       | 1        | (1,0,0,d,0) |  |
| 16   | Marcin Turowski       | GKM Grudziądz         | 1        | (d,0,0,1,0) |  |
| 17   | Kamil Nowacki         | Stal Gorzów Wlkp.     | 1        | (1)         |  |
| 18   | Tomasz Orwat          | Polonia Bydgoszcz     | 1        | (1)         |  |

Bieg po biegu
1. Kubera, Świdnicki, Kopeć-Sobczyński, Stalkowski
2. Szlauderbach, Pióro, Żupiński, Turowski (d)
3. Tonder, Trofimow, Cierniak, Karczmarz
4. Krakowiak, Pawliczak, Miśkowiak, Liszka
5. Kubera, Krakowiak, Cierniak, Żupiński
6. Miśkowiak, Trofimow, Kopeć-Sobczyński, Pióro
7. Tonder, Pawliczak, Świdnicki, Szlauderbach
8. Karczmarz, Stalkowski, Liszka, Turowski
9. Kubera, Tonder, Pióro, Liszka
10. Karczmarz, Pawliczak, Kopeć-Sobczyński, Żupiński
11. Miśkowiak, Cierniak, Świdnicki, Turowski
12. Trofimow, Krakowiak, Szlauderbach (w), Stalkowski (w)
13. Karczmarz, Miśkowiak, Kubera, Szlauderbach
14. Krakowiak, Tonder, Turowski, Kopeć-Sobczyński
15. Trofimow, Świdnicki, Liszka, Żupiński (d)
16. Cierniak, Pióro, Nowacki, Pawliczak (w)
17. Kubera, Trofimow, Pawliczak, Turowski
18. Cierniak, Szlauderbach, Liszka, Kopeć-Sobczyński
19. Karczmarz, Krakowiak, Pióro, Świdnicki
20. Miśkowiak, Tonder, Orwat, Żupiński

Biegi dodatkowe o miejsca 2–6
21. Miśkowiak, Trofimow, Tonder
22. Karczmarz, Krakowiak (w4)
23. Krakowiak, Trofimow, Tonder
24. Miśkowiak, Krakowiak, Trofimow, Karczmarz